# Niels Laros
Niels Laros, född 17 april 2005 i Oosterhout, är en nederländsk friidrottare som tävlar i medeldistans- och långdistanslöpning.

## Karriär
Laros tog vid U18-EM i friidrott 2022 guld på såväl 1 500 meter som 3 000 meter. Vid junior-EM 2023 tog han guld på 1 500 meter och 5 000 meter. 2024 blev han utsedd till Årets stjärnskott inom europeisk friidrott.